# Muhammad ibn Ahmad Ibn Abdun
Pour les articles homonymes, voir Abdoun.
Muhammad ibn Ahmad Ibn ‘Abdun est un magistrat musulman de Séville, fin XIe siècle - début XIIe siècle.
Son traité, Risala fi-l-qada wa-l-muhtasib, constitue une bonne description de la vie quotidienne à Séville. L’auteur donne l’impression d’être peu tolérant. Il traite avec méfiance ou mépris la minorité chrétienne et multiplie les interdictions de la fréquenter. 
Il n’est pas certain que toutes les interdictions de contact prônées par l’auteur aient été mises en pratique. Sinon, pourquoi prendrait-il la peine de les énoncer ? Les rencontres entre chrétiens et musulmans devaient être fréquentes, ce que montre paradoxalement ce traité,,.